# 第38回カンヌ国際映画祭
第38回カンヌ国際映画祭（だい38かいカンヌこくさいえいがさい）は、1985年5月8日から20日にかけて開催された。

## 受賞結果
- パルム・ドール：『パパは、出張中!』（エミール・クストリッツァ）
- 審査員特別グランプリ：『バーディ』（アラン・パーカー）
- 審査員賞：『連隊長レドル』（イシュトヴァン・サボー）
- 監督賞：アンドレ・テシネ（『ランデヴー』）
- 男優賞：ウィリアム・ハート（『蜘蛛女のキス』）
- 女優賞：ノルマ・アレアンドロ（『オフィシャル・ストーリー』）、シェール（『マスク』）
- 芸術貢献賞：ポール・シュレイダー（『ミシマ:ア・ライフ・イン・フォー・チャプターズ』）
- カメラ・ドール：フィナ・トレス（『追想のオリアナ』）
- 特別表彰：ジェームズ・ステュアート

## 審査員

### コンペティション部門
- 審査委員長 
  - ミロス・フォアマン （アメリカ・チェコ/監督）
- 審査員
  - エドウィン・ズボネック (オーストリア/監督)
  - マウロ・ボロニーニ (イタリア/監督)
  - サラ・マイルズ (イギリス/女優)
  - ネストール・アルメンドロス (スペイン/撮影監督)
  - モー・ロトマン (アメリカ/プロデューサー)
  - フランシス・ヴェベール (フランス/脚本家)
  - ジョルジェ・アマード (ブラジル/作家)
  - ミシェル・ペレツ (フランス/批評家)
  - クロード・アンベール (フランス/ジャーナリスト)

## 上映作品

### コンペティション部門
| 題名 原題                                                                      | 監督                       | 製作国                           |
| ------------------------------------------------------------------------------ | -------------------------- | -------------------------------- |
| アデュー・ボナパルト Al Wida Ya Bounabart                                      | ユーセフ・シャヒーン       | エジプト フランス                |
| バーディ Birdy                                                                 | アラン・パーカー           | アメリカ合衆国                   |
| ブリス/あの世とこの世とこの野郎 Bliss                                          | レイ・ローレンス           | オーストラリア                   |
| Derborence                                                                     | フランシス・ロイセール     | スイス フランス                  |
| ゴダールの探偵 Détective                                                       | ジャン＝リュック・ゴダール | フランス                         |
| マリリンとアインシュタイン Insignificance                                      | ニコラス・ローグ           | イギリス                         |
| Joshua Then and Now                                                            | テッド・コッチェフ         | カナダ                           |
| 蜘蛛女のキス Kiss of the Spider Woman                                          | ヘクトール・バベンコ       | ブラジル アメリカ合衆国          |
| オフィシャル・ストーリー La historia oficial                                   | ルイス・プエンソ           | アルゼンチン                     |
| Le Due vite di Mattia Pascal (The Two Lives of Mattia Pascal)                  | マリオ・モニチェリ         | イタリア フランス 西ドイツ 他    |
| マスク Mask                                                                    | ピーター・ボグダノヴィッチ | アメリカ合衆国                   |
| ミシマ:ア・ライフ・イン・フォー・チャプターズ Mishima: A Life in Four Chapters | ポール・シュレイダー       | アメリカ合衆国                   |
| 連隊長レドル Oberst Redl                                                       | イシュトヴァン・サボー     | ハンガリー オーストリア 西ドイツ |
| パパは、出張中! Отац на службеном путу                                         | エミール・クストリッツァ   | ユーゴスラビア                   |
| ペイルライダー Pale Rider                                                      | クリント・イーストウッド   | アメリカ合衆国                   |
| 若鶏のヴィネガー煮込み Poulet Au Vinaigre                                      | クロード・シャブロル       | フランス                         |
| ランデヴー Rendez-vous                                                         | アンドレ・テシネ           | フランス                         |
| さらば箱舟                                                                     | 寺山修司                   | 日本                             |
| 戦争の狂人 Scemo di guerra                                                     | ディーノ・リージ           | イタリア フランス                |
| コカコーラ・キッド The Coca-Cola Kid                                           | ドゥシャン・マカヴェイエフ | オーストラリア                   |

### ある視点部門
- 追想のオリアナ – フィナ・トレス (ベネズエラ・フランス)
- 東京画 – ヴィム・ヴェンダース (ドイツ・アメリカ)
- ドキュメント黒澤明 A・K – クリス・マイケル (フランス・日本)
- 火まつり – 柳町光男 (日本)
- ラティノ – ハスケル・ウェクスラー (アメリカ)
- わが父/パードレ・ヌエストロ – フランシスコ・レゲーロ (スペイン)
- 最強最後の晩餐 – マルコム・モーブレイ (イギリス)
- Ad sof halailah – エイタン・グリーン (イスラエル)
- 寒夜 – チュエ・ウエン (中国)
- Das Mal Des Todes – ペーター・ハントケ (オーストリア)
- Dediscina – Matjaz Klopcic (ユーゴスラビア)
- Empty Quarter – レイモン・ドゥパルドン (フランス)
- Il Diavolo Sulle Colline – ヴィットリオ・コッタファヴィ (イタリア)
- Le Thé au harem d'Archimède – メディ・カレフ (フランス)
- Milyy, dorogoy, lyubimyy, edinstvennyy... – ディナラ・アサノヴァ (ソ連)
- Monsieur de Pourceaugnac – ミシェル・ミトラニ (フランス)
- 哀しみのアレクシーナ – ルネ・フェレ (フランス)

### 特別招待作品
- エメラルド・フォレスト – ジョン・ブアマン (イギリス)
- カイロの紫のバラ – ウディ・アレン (アメリカ)
- グレン・ミラー物語 – アンソニー・マン (アメリカ)
- 刑事ジョン・ブック 目撃者 – ピーター・ウィアー (アメリカ)
- スチームバス/女たちの夢– ジョゼフ・ロージー (イギリス)
- ナイト・マジック/幻想夜曲 – ルイス・フューレイ (カナダ)
- Die Nacht – ハンス＝ユルゲン・ジーバーベルク (ドイツ)
- Le temps détruit – Pierre. Beuchot (フランス)
- Le Soulier de Satin – マノエル・デ・オリヴェイラ (ポルトガル・フランス・西ドイツ・スイス)
- Jumping – 手塚治虫 （日本）